# Soh Chin Aun
Soh Chin Aun es un exjugador de fútbol de Malasia que jugó como un defensor por la derecha. Jugó un total de 252 partidos para la selección de Malasia, de los cuales sólo 219 son reconocidos por la FIFA.

## Carrera

### Clubes
Debutó profesionalmente en el futbol en el club Selangor FA de Malasia en 1970, donde pasó la mayor parte de su carrera profesional.
Antes de terminar su carrera en 1983, tuvo un breve paso por la FA de Malaca .

### Selección
En 1971 Chin Aun de 21 años, era el capitán del equipo más joven en los Juegos Olímpicos de 1974 en Seúl , Corea del Sur . Fue uno de los jugadores que representaron a Malasia en los Juegos Olímpicos de 1972 en Munich , Alemania y se desempeñó como líder del equipo.
Aunque no es reconocido internacionalmente, afirma haber jugado 252 partidos para el equipo de fútbol de Malasia entre 1970 y 1985, cuando se retiró, lo que lo convierte en el jugador más internacional del fútbol internacional, superando al portero saudí Mohammed Al-Deayea (181) desde 1990 hasta 2006).

## Clubes
| Club                              | País    | Año       | Partidos | Goles |
| --------------------------------- | ------- | --------- | -------- | ----- |
| Selangor FA                       | Malasia | 1970-1980 | 345      | 5     |
| Malacca United Soccer Association | Malasia | 1981-1983 | 37       | 1     |

## Palmarés
| Título          | Club             | País    | Año  |
| --------------- | ---------------- | ------- | ---- |
| Copa de Malasia | Selangor FA      | Malasia | 1971 |
| Copa de Malasia | Selangor FA      | Malasia | 1972 |
| Copa de Malasia | Selangor FA      | Malasia | 1973 |
| Copa de Malasia | Selangor FA      | Malasia | 1975 |
| Copa de Malasia | Selangor FA      | Malasia | 1976 |
| Copa de Malasia | Selangor FA      | Malasia | 1978 |
| Copa de Malasia | Selangor FA      | Malasia | 1979 |
| Liga de Malasia | Melaka United FC | Malasia | 1983 |

Otros logros:
- Juegos asiáticos Medalla de bronce: 1974
- Copa de Asia del Equipo All-star de la AFC : 1980
- Premio del siglo de la AFC : 1999
- Salón de la fama del fútbol asiático : 2014